# Johannes Ramackers
Johannes Ramackers (* 4. Februar 1906 in Krefeld; † 21. November 1965 in Bonn) war ein deutscher Historiker mit der Spezialisierung auf das Mittelalter.

## Leben
Ramackers war der Sohn von Anton und Katharina, geb. Deesen, und besuchte das humanistische Gymnasium von Krefeld. Nach seinem Abitur studierte er Geschichte und Philosophie sowie Kunst- und Rechtsgeschichte an den Universitäten in Freiburg im Breisgau, Köln, München und Bonn. Im Jahr 1929 wurde er bei Aloys Schulte zum Dr. phil. promoviert und anschließend als Assistent von Paul Fridolin Kehr am Kaiser-Wilhelm-Institut für Deutsche Geschichte angestellt, wo er die Arbeit an vier Bänden der Regesta Pontificum Romanorum (zu Belgien/Niederlande und Frankreich) verantwortete und diese herausgab; Kehr entließ ihn im Herbst 1939.
Ramackers lehrte von 1945 bis 1965 an der Abteilung Aachen der damaligen PH Rheinland. Daneben arbeitete er nach Aufforderung durch Karl Brandi und Percy Ernst Schramm weiter an der Regesta Pontificum Romanorum.
Seine Bücher befinden sich in der Universitätsbibliothek RWTH Aachen.

## Schriften (Auswahl)
- Adlige Praemonstratenserstifte in Westfalen und am Niederrhein. Dissertation, Tongerloo 1929, OCLC 1068583859.

### Als Mitwirkender
- Marienthal. Des ersten deutschen Augustinerklosters Geschichte und Kunst. Deutscher Brücke Verlag, Kleve 1930, 3. Ausgabe Augustinus Verlag, Würzburg 1961, OCLC 31871753.
- Papsturkunden in den Niederlanden (Belgien, Luxemburg, Holland u. Französisch-Flandern), 2 Bände, Weidmann, Berlin 1933/1934
- Papsturkunden in Frankreich. Neue Folge. Band 2, Normandie, Vandenhoeck & Ruprecht, Göttingen 1937.
- Papsturkunden in Frankreich. Neue Folge. Band 3, Artois, Vandenhoeck & Ruprecht, Göttingen 1939.
- Papsturkunden in Frankreich. Neue Folge. Band 4, Picardie, Vandenhoeck & Ruprecht, Göttingen 1942.
- Papsturkunden in Frankreich. Neue Folge. Band 5, Touraine, Anjou, Maine und Bretagne, Vandenhoeck & Ruprecht, Göttingen 1956, OCLC 60433037.
- Papsturkunden in Frankreich. Neue Folge. Band 6, Orléanais, Vandenhoeck & Ruprecht, Göttingen 1958, OCLC 60433038.